# 加濑俊一
加濑俊一（日语：加瀬 俊一/かせ としかず，1903年1月12日—2004年5月21日），日本的外交官，是日本加入联合国后的首任正式驻联合国大使。因为与驻瑞士大使加濑俊一重名，他也被称为“小加濑”。